# العلاقات الأردنية البنينية
العلاقات الأردنية البنينية هي العلاقات الثنائية التي تجمع بين الأردن وبنين.

## مقارنة بين البلدين
هذه مقارنة عامة ومرجعية للدولتين:
| وجه المقارنة                                              | الأردن                   | بنين            |
| --------------------------------------------------------- | ------------------------ | --------------- |
| المساحة (كم2)                                             | 89.34 ألف                | 114.76 ألف      |
| عدد السكان (نسمة)                                         | 9.81 مليون               | 11.18 مليون     |
| الكثافة السكانية (ن./كم²)                                 | 109.81                   | 97.42           |
| العاصمة                                                   | عمان                     | بورتو نوفو      |
| اللغة الرسمية                                             | اللغة العربية            | لغة فرنسية      |
| العملة                                                    | دينار أردني              | فرنك غرب أفريقي |
| الناتج المحلي الإجمالي (بليون دولار)                      | 40.07 مليار              | 9.27 مليار      |
| الناتج المحلي الإجمالي (تعادل القوة الشرائية) بليون دولار | 82.80 مليار              | 22.38 مليار     |
| الناتج المحلي الإجمالي الاسمي للفرد دولار أمريكي          | 4.94 ألف                 | 762             |
| الناتج المحلي الإجمالي للفرد دولار أمريكي                 | 12.05 ألف                | 2.03 ألف        |
| مؤشر التنمية البشرية                                      | 0.748                    | 0.480           |
| رمز المكالمات الدولي                                      | +962                     | +229            |
| رمز الإنترنت                                              | .jo                      | .bj             |
| المنطقة الزمنية                                           | ت ع م+02:00، ت ع م+03:00 | ت ع م+01:00     |

## منظمات دولية مشتركة
يشترك البلدان في عضوية مجموعة من المنظمات الدولية، منها:
| علم المنظمة | اسم المنظمة                               | تاريخ انضمام الأردن | تاريخ انضمام بنين |
| ----------- | ----------------------------------------- | ------------------- | ----------------- |
|             | وكالة ضمان الاستثمار متعدد الأطراف        | 12 أبريل 1988       | 26 سبتمبر 1994    |
|             | منظمة التعاون الإسلامي                    | ?                   | ?                 |
|             | منظمة الشرطة الجنائية الدولية             | ?                   | ?                 |
|             | منظمة حظر الأسلحة الكيميائية              | ?                   | ?                 |
|             | منظمة التجارة العالمية                    | ?                   | ?                 |
|             | الأمم المتحدة                             | 14 ديسمبر 1955      | 20 سبتمبر 1960    |
|             | مؤسسة التمويل الدولية                     | 20 يوليو 1956       | 5 فبراير 1987     |
|             | يونسكو                                    | 14 يونيو 1950       | 18 أكتوبر 1960    |
|             | مؤسسة التنمية الدولية                     | 4 أكتوبر 1960       | 16 سبتمبر 1963    |
|             | البنك الدولي للإنشاء والتعمير             | 29 أغسطس 1952       | 10 يوليو 1963     |
|             | المركز الدولي لتسوية المنازعات الاستشارية | 29 نوفمبر 1972      | 14 أكتوبر 1966    |
|             | الاتحاد البريدي العالمي                   | ?                   | ?                 |
|             | الاتحاد الدولي للاتصالات                  | 20 مايو 1947        | 1961              |

## وصلات خارجية
- موقع وزارة الخارجية الأردنية
- موقع وزارة الخارجية البنينية